# 유성환
유성환(兪成煥, 1931년 8월 20일 ~ 2018년 7월 24일)은 대한민국의 정치인이다.

## 생애
사회대중당 추천으로 제3대 경상북도 도의회 의원으로 당선된 이후 통합사회당에 입당하여 활동하다가 민주회복 국민회의 경북지부 사무국장을 역입하였다. 야권 돌풍이 불었던 1985년 2월 12일 제12대 국회의원 선거에서 신민당 소속의 국회의원으로 대구에서 당선된 유성환은 1986년 10월 8일부터 12일까지 자신의 서울 서초구 방배동 자택에서 제131회 정기국회 본회의 개원할 때 사용할 대정부 질문 원고를 작성함에 있어 "「이 나라의 국시는 반공이 아니라 통일이어야한다」「오늘날의 강대국들의 한반도 현상고착 정책에 많은 사람들이 우려를 하고 있다」「분단국에 있어서의 통일 또는 민족이라는 용어는 이데올로기에 이르기까지 승화되어야한다」「통일이나 민족이라는 용어는 공산주의나 자본주의보다 그 위에 있어야한다」고 주장하였다. 또한, 인천소요사건에 대하여  「이는 독점재벌 위주의 경제정책과 민중수탈에 대한 민중의 처절한 생존권 투쟁」이며「한반도 분단과 강대국의 현상고착정책에 대한 민중의 자발적 자주적 통일투쟁이었다」고 하면서 삼민이념에 대해 「학생운동의 본질은 반외세 민족자주와 반독재 민주화 및 민중생존권 투쟁으로 집약된다 이것을 줄여서 삼민이념이라고 하는데 수사당국은 삼민이념을 용공좌경이라고 몰아붙여 용공조작에 혈안이 되어 있다」고 하는 등으로 북괴의 선전선동 및 통일전선전술에 부합하는 내용을 기재하였다. 그리고 비서 양순석으로 하여금 13일 13시30분경 국회의사당 기자실에서 복사된 위 원고 30여부를 30여명의 기자들에게 배포하게 함으로써 반국가단체인 북한공산집단을 이롭게 하는 내용을 담은 원고를 사전유출하는 방법으로 반국가단체에 동조했다"는 혐의에 대해 "이것은 민족통일만 될 수 있다면 공산화 통일도 무방하다"는 취지로서 결국 반공정책을 포기할 것을 주장한 것이지만 우리의 최고가치와 인염은 헌법이 정한 바와 같이 자유민주주의체제이고 아무리 통일이나 민족이 중요하다고 하더라도 반공을 포기한 채 우리의 생존을 포기하는 자유민주주의가 부정된 통일은 도저히 용납될 수 없다는 것이 전체 국민의 합의된 것이다"며 "반공정책은 통일의 전제가 되어야 하고 그 통일은 자유민주주의 체제가 근본이 되는 통일이어야 할 것이다"고 할 수 있고 5.3 인천소요사건은 자민투, 민민투 등 급진좌경세력이 도심지를 점거하고 "인천을 해방구로", "철처지 원수 미제와 그 앞잡이 깡패적 반동정권의 심장부에 해방의 칼을 꽂자"는 등의 용공구호를 외치면서 파괴, 방화, 납치 등의 극렬한 폭력행사로 민중봉기를 유발하여 자유민주주의 체제를 전복하려던 집단 소요사건임에도 이를 "민중수탈에 대한 민중의 처절한 생존권 투쟁이며 강대국의 한반도 현상고착화 정책에 대한 민중의 자발적인 자주적 통일투쟁"이라고 한 것은 북한공산집단이 "인천사태야 말로 파쇼도당에 대한 대중적 분노의 폭발"이고 "반미구호를 내건 대중의 궐기"라는 등으로 선전하는 것과 부합될 뿐만 아니라 우리의 현체제를 민중수탈체제라고 하고 미국이 2개의 한국조작책동으로 민족의 영구분열을 획책하고 있다는 북의 비방선전과 일치하는 것이라고 하였다. 그해 11월14일 구속기소돼 서울지검 공안부 정민수 검사가 서울형사지법 합의14부(재판장 박영무) 심리로 열린 1심에 결심공판에서 "이 사건은 국회의원의 신분을 가진 피고인이 급진좌경세력의 주장을 그대로 용인함으로써 일부 불순세력의 체제부정적 주장과 좌경오염현상을 급기야 국민으 대표기구에까지 파급시킨 사건이었다"면서 유성환의 행위는 "우리 사회의 사상적 혼란을 가중시키고 좌경 경계심을 이완시킨 중대한 범죄"며 "통일이나 민족이라는 용어는 공산주의나 자본주의보다 위에 있어야 한다는 원고의 취지는 문맥상 통일만 될 수 있다면 공산주의 까지도 수용할 수 있다는 의미"라고 주장하면서 징역3년 자격정지3년을 구형하였다. 이때, 방청객에서 욕설과 야유가 쏟아지고 목요상, 강기욱, 조승형, 신기하, 태윤기, 이태영, 홍영기 변호사 등 7명이 이 사건은 유성환 의원이 평소 국회 내에서 대정부 강경발언을 해온데 대한 정치적 보복이라고 주장하면서 "민족통일이 우리나라의 국시라는 것은 누구도 부인할 수 없다"는 등의 내용으로 네시간에 걸쳐 변론을 하며 무죄주장을 하고 유성환 의원도 1시간10분에 걸친 최후진술을 통해 "나는 북괴가 남침해오면 당장이라도 총을 들고 나가 싸울 반공주의자다. 국가보안법이 반정부인사들에 대한 탄압도구로 쓰여서는 안된다"고 말했으나 1987년 4월 13일 열린 선고공판에서  징역 1년, 자격정지 1년을 선고받았고 1987년 6월18일 항소심 1차공판을 마친뒤 그동안 담당 재판부가 세번이나 바뀌었음에도「반공이 과연 국시인지 여부와 통일개념에 대한 연구가 진행중」이라는 이유로 4년5개월 동안 속행되지 않다가 1991년 10월 31일 서울고법형사5부(재판장 權光重부장판사) 심리로  공판을 열고 유성환 의원에 대한 구형을 마친 뒤 통일개념등에 관한 법원의 시각을 정리, 오는 11월초에 선고하였다. 항소심 법원은 공소사실이 국회의원 면책특권 범위 내라고 하면서 공소기각 판결했고 대법원은 이를 확정하였다.

## 학력
- 성주고등학교
- 영남대학교 법학과
- 고려대학교 북한학과

## 경력
- 성주고등학교 교사
- 제3대 경상북도의원
- 민주당 성주군 지구당위원장
- 민주당 경상북도지부 대변인
- 신민당 중앙상무위원
- 민주한국당 당무위원
- 신한민주당 중구·서구 지구당위원장
- 통일민주당 대구직할시지부 지부장
- 한양대학교 초빙교수
- 신한국당 전임고문
- 한나라당 특임고문
- 국민신당 부총재
- 새정치국민회의 당무위원
- 새천년민주당 특임위원
- 열린우리당 특임행정위원 겸 특임고문

## 역대 선거 결과
|  | 0% |

|  | 7.66% |

|  | 36.4% |

|  | 34.69% |

|  | 38.5% |

|  | 32.23% |

|  | 7.35% |

## 가족 관계
- 배우자 : 남영자
  - 딸 : 유현주